# La parola ai giurati (film 1997)
La parola ai giurati (12 Angry Men) è un film per la televisione del 1997 diretto da William Friedkin.
È un nuovo adattamento della sceneggiatura di Reginald Rose La parola ai giurati, messa in scena per la prima volta in televisione nel 1954 sul canale CBS all'interno del programma Studio One.

## Trama
12 giurati devono deliberare su di un caso di omicidio: fin dall'inizio il responso appare scontato, le prove sembrano schiaccianti, vi sono testimoni oculari che hanno identificato l'imputato come l'assassino del padre.
Alla prima votazione tutti i giurati tranne uno votano per la colpevolezza: l'unico giurato favorevole all'innocenza spiega le sue ragioni, analizzando tutte le prove e confutandone l'attendibilità.
È posta in discussione anche la difesa dell'imputato, sostenuta da un difensore d'ufficio al quale nulla importa del suo assistito. Gradualmente altri giurati cambiano il proprio voto, mentre altri restano fissi nelle loro posizioni: fra insofferenza per il caldo e la tensione, si arriva perfino a minacce e scontri fisici tra gli uomini, che addirittura sembrano essersi configurati in due fazioni avversarie.
Dalle discussioni e dagli approfondimenti emerge infine il parere, condiviso dalla giuria, che i testimoni sono stati suggestionati ed hanno solo creduto di vedere l'imputato commettere l'omicidio.
Dopo numerose ore di camera di consiglio, in ultimo tutti i giurati si dichiarano favorevoli all'assoluzione, avendo superato i loro pregiudizi.

## Riferimenti
In segno di spregio, non antirazzista ma perché l'interlocutore ha modificato il suo voto in maniera avversa alla propria, il giurato n°7 apostrofa il giurato n° 5 "Kunta Kinte": il riferimento "metatestuale" richiama l'interpretazione  di Dorian Harewood del ruolo di Simon Haley in Radici - Le nuove generazioni.

## Riconoscimenti

### Emmy Awards 1998
- Nomination Miglior regista a William Friedkin
- Nomination Miglior attore protagonista a Jack Lemmon
- Nomination Migliore produzione di film per la tv a Terence A. Donnelly
- Nomination Miglior attore non protagonista a Hume Cronyn
- Migliore attore non protagonista a George C. Scott
- Miglior missaggio sonoro a Adam Jenkins

### Golden Globe 1998
- Nomination al miglior film per la tv
- Nomination al miglior attore protagonista a Jack Lemmon
- Migliore attore non protagonista a George C. Scott

### Screen Actors Guild Awards 1998
- Miglior personaggio maschile a Jack Lemmon e a George C. Scott

## Date di distribuzione
- USA: 17 agosto 1997
- Italia: dicembre 1997 Noir film festival
- Finlandia: gennaio 1998 (video première)
- Italia: 1º maggio 1998 (video première)
- Francia: 7 luglio 1999
- Italia: novembre 2003 Torino Film Festival

## Altri dettagli
- Girato in 35 mm
- Girato a Los Angeles